# Pseudomogrus
Genre
Synonymes
- Logunyllus Prószyński, 2016

Pseudomogrus est un genre d'araignées aranéomorphes de la famille des Salticidae.

## Distribution
Les espèces de ce genre se rencontrent en écozone paléarctique.

## Liste des espèces
Selon World Spider Catalog (version 23.0, 22/03/2022) :
- Pseudomogrus albifrons (Lucas, 1846)
- Pseudomogrus albocinctus (Kroneberg, 1875)
- Pseudomogrus algarvensis (Logunov & Marusik, 2003)
- Pseudomogrus auriceps (Denis, 1966)
- Pseudomogrus bactrianus (Andreeva, 1976)
- Pseudomogrus bakanas (Logunov & Marusik, 2003)
- Pseudomogrus bucharaensis (Logunov & Marusik, 2003)
- Pseudomogrus caspicus (Ponomarev, 1978)
- Pseudomogrus dalaensis (Logunov & Marusik, 2003)
- Pseudomogrus dumosus Logunov & Schäfer, 2019
- Pseudomogrus gavdos (Logunov & Marusik, 2003)
- Pseudomogrus guseinovi (Logunov & Marusik, 2003)
- Pseudomogrus halugim (Logunov & Marusik, 2003)
- Pseudomogrus improcerus (Wesołowska & van Harten, 1994)
- Pseudomogrus knappi (Wesołowska & van Harten, 1994)
- Pseudomogrus logunovi (Wesołowska & van Harten, 2010)
- Pseudomogrus mirabilis (Logunov & Marusik, 2003)
- Pseudomogrus mirandus (Wesołowska, 1996)
- Pseudomogrus nigritarsis (Logunov & Marusik, 2003)
- Pseudomogrus nurataus (Logunov & Marusik, 2003)
- Pseudomogrus pavlenkoae (Logunov & Marusik, 2003)
- Pseudomogrus pseudovalidus (Logunov & Marusik, 2003)
- Pseudomogrus ranunculus (Thorell, 1875)
- Pseudomogrus saliens (O. Pickard-Cambridge, 1876)
- Pseudomogrus salsicola (Simon, 1937)
- Pseudomogrus shakhsenem (Logunov & Marusik, 2003)
- Pseudomogrus squamifer (Simon, 1881)
- Pseudomogrus sudhii Logunov, Tripathi & Jangid, 2022
- Pseudomogrus tamdybulak (Logunov & Marusik, 2003)
- Pseudomogrus tschoni (Caporiacco, 1936)
- Pseudomogrus univittatus (Simon, 1871)
- Pseudomogrus validus (Simon, 1889)
- Pseudomogrus vittatus (Thorell, 1875)
- Pseudomogrus zaraensis (Logunov, 2009)
- Pseudomogrus zhilgaensis (Logunov & Marusik, 2003)

## Systématique et taxinomie
Ce genre a été décrit par Simon en 1937 dans les Salticidae.
Logunyllus a été placé en synonymie par Marusik et Blick en 2019.

## Publication originale
- Simon, 1937 : Les arachnides de France. Tome VI. Synopsis générale et catalogue des espèces françaises de l'ordre des Araneae; 5e et dernière partie, vol. 6, p. 979-1298.